# Anoxia (insecto)
Anoxia  es un género de coleópteros escarabeidos.

## Especies

### Súgénero:AnoxiaLaporte de Castelnau, 1832
- Anoxia arenbergeni Petrovitz, 1971
- Anoxia asiatica Desbrochers, 1871
- Anoxia caphtor Petrovitz, 1971
- Anoxia cretica Kiesenwetter, 1858
- Anoxia maculiventris Reitter, 1890
- Anoxia makrisi Keith, 2002
- Anoxia naviauxi Baraud, 1990
- Anoxia pasiphae Reitter, 1890
- Anoxia pilosa (Fabricius, 1792)
- Anoxia scutellaris Mulsant, 1842
- Anoxia villosa (Fabricius, 1781)

### Súgénero:Mesanoxia Medvedev, 1951
- Anoxia australis (Gyllenhal, 1817)
- Anoxia cypria Zurcher, 1911
- Anoxia hirta Reitter, 1890
- Anoxia matutinalis Laporte de Castelnau, 1823
- Anoxia reisseri Petrovitz, 1964
- Anoxia sardoa Motschulsky, 1861

### Súgénero:ProtanoxiaMedvedev, 1951
- Anoxia baraudi Keith, 2003
- Anoxia cingulata Marseul, 1868
- Anoxia laevimaculata Petrovitz, 1973
- Anoxia orientalis (Krynicky, 1832)
- Anoxia smyrnensis Petrovitz, 1965